# Pseudocercophora
Pseudocercophora ingoldii — вид грибів, що належить до монотипового роду Pseudocercophora.